# Велиотис, Ник
Ни́колас Алекса́ндр «Ник» Велио́тис (англ. Nicholas Alexander «Nick» Veliotes; 28 октября 1928, Окленд, Калифорния — 14 мая 2024) — американский дипломат, посол США в Иордании (1978—1981) и Египте (1983—1986), помощник государственного секретаря США по делам Ближнего Востока и Южной Азии (1981—1983). Член Американской академии дипломатии и Совета по международным отношениям.

## Биография
Родился в семье греческих иммигрантов Александра Дж. Велиотиса, работавшего грузчиком на военно-морской базе Мар-Айленд и владевшего бакалейной лавкой, и Ирини Кискакис, художницы по профессии. Имел сестру Дороти и старшего брата Джонни Отиса, певца и музыканта, члена Зала славы рок-н-ролла.
В 1946—1948 годах служил в Армии США.
Окончил Калифорнийский университет в Беркли со степенями бакалавра (1952) и магистра гуманитарных наук (1954). Будучи студентом, увлекался футболом и регби.

### Карьера
В 1955 году стал членом Дипломатической службы США.
Служил консульским офицером в Неаполе (1955—1957) и атташе по экономике в Риме (1957—1960).
В 1962—1964 годах работал в Исполнительном секретариате (S/ES) и Бюро по вопросам образования и культуры (ECA) при Государственном департаменте США.
Служил сотрудником по политическим вопросам в Нью-Дели (1964—1966) и Вьентьяне (1966—1969).
В 1970—1973 годах — специальный помощник заместителя государственного секретаря США.
В 1973—1976 годах — заместитель главы миссии в Тель-Авиве.
В 1976—1977 годах — заместитель начальника Отдела политического планирования США.
В 1977—1978 годах — заместитель помощника госсекретаря США по делам Ближнего Востока и Южной Азии.
В 1978—1981 годах — посол США в Иордании.
В 1981—1983 годах — помощник госсекретаря США по делам Ближнего Востока и Южной Азии.
В 1983—1986 годах — посол США в Египте.
В 1986 году занял пост президента Ассоциации американских издателей (AAP), который покинул в 1997 году, будучи эмерит-президентом.
Член организаций Middle East Institute, Foundation for Middle East Peace, Veterans of Foreign Wars и др.
Лауреат ряда престижных наград и премий.

## Личная жизнь
В браке с супругой Патрисией Нолан имеет сыновей Майкла и Кристофера.